# Qala-i-Jangi

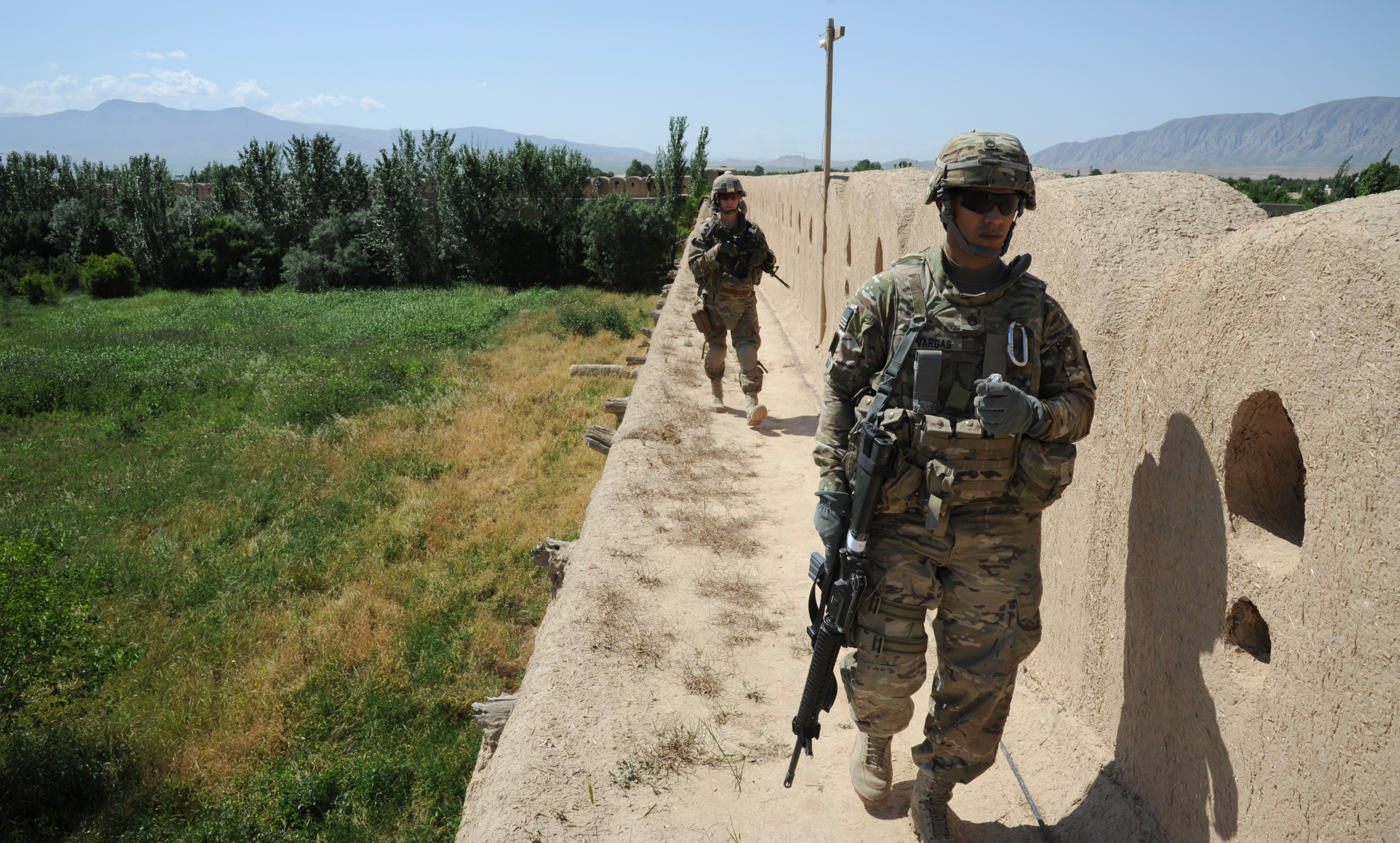
2008.

Qala-i-Jangi ist eine afghanische Festung aus dem 19. Jahrhundert nahe Mazar-i-Sharif im nördlichen Afghanistan. 

## Geschichte
Die Festung wurde 1889 errichtet, um sich gegen britische Truppen zu verteidigen. Der Bau dauerte 12 Jahre. Von 1994 bis 2001 besetzten die Taliban das Fort. Danach diente es als US-amerikanisches Gefangenenlager. 2001 kam es zur Schlacht von Qala-i-Jangi, als die Gefangenen rebellierten.